# Saison 2013 de la NFL
Navigation
Édition précédente Édition suivante
La saison 2013 de la NFL est la 94e saison de la National Football League (NFL), la ligue principale d'équipes professionnelles de football américain aux États-Unis regroupant 32 franchises.
La NFL est organisée en deux conférences distinctes depuis sa fusion avec sa rivale, l'American Football League en 1970 : la National Football Conference (NFC) et l'American Football Conference (AFC). Ces deux conférences sont subdivisées en quatre divisions de 4 équipes chacune: Est, Ouest, Nord et Sud.
Chaque franchise dispute 16 matchs en 17 semaines lors de la saison régulière qui débute le 5 septembre 2013 et se termine le 29 décembre 2013. Suit alors une phase de playoffs opposant les 6 meilleures équipes de la saison régulière dans chaque conférence et qui débute le 4 janvier 2014 pour mener à la finale entre les deux champions de chaque conférence, le Super Bowl XLVIII, qui se dispute le 2 février 2014 au MetLife Stadium d'East Rutherford dans le New Jersey. Les Seahawks y sont champions pour la première fois de leur existence en battant les Broncos de Denver sur le score de 43-8.

## Évènements

### Matchs intra et inter conférence
Chaque équipe dispute six matchs contre les autres équipes de la même division (matchs aller-retour contre les 3 autres équipes), quatre matchs contre les équipes d'une autre division de la même conférence (les divisions se rencontrant changent chaque année), quatre matchs contre les équipes d'une autre division de l'autre conférence (les divisions se rencontrant changent chaque année) et un match contre chacune des équipes des deux autres divisions de la même conférence, ayant terminé à la même place la saison passée.
Selon le calendrier de la NFL, les divisions s'affrontant cette saison sont les suivantes :

#### Intra conférence
- AFC Nord contre AFC Est
- AFC Sud contre AFC Ouest
- NFC Nord contre NFC Est
- NFC Sud contre NFC Ouest

#### Inter conférence
- AFC Nord contre NFC Nord
- AFC Sud contre NFC Ouest
- AFC Est contre NFC Sud
- AFC Ouest contre NFC Est

### Matchs hors des États-Unis
Pour la première fois depuis l'instauration de la série internationale durant la saison 2007, la NFL a joué non pas un, mais deux matchs en dehors du continent américain.
Les deux matchs se sont joués au Wembley Stadium de Londres, et ont vu les Vikings du Minnesota accueillir les Steelers de Pittsburgh le 29 septembre 2013, et les Jaguars de Jacksonville accueillir les 49ers de San Francisco le 27 octobre 2013.
Comme chaque année depuis 2008 dans le cadre des Bills Toronto Series, les Bills de Buffalo ont aussi joué un match à domicile en dehors des frontières des États-Unis, au Centre Rogers de Toronto, au Canada. Ils y ont reçu les Falcons d'Atlanta le 1er décembre 2013.

### Changement de règles
- Modification de la sanction lorsqu'une révision-vidéo est demandée par un entraîneur quand bien même une révision-vidéo automatique existe déjà (à savoir, depuis la saison 2012, pour les situations de turnovers, de points inscrits, ou pour chaque jeu durant les deux dernières minutes de chaque mi-temps). La sanction est désormais le retrait d'un temps mort (excepté si la révision-vidéo donne raison à l'équipe de l'entraîneur) ainsi que de 15 yards de pénalité pour conduite antisportive. Cela vient remplacer la sanction d'annulation de la révision-vidéo en vigueur en 2012, après qu'une telle sanction ait empêché un touchdown discutable d'être revu au cours de la prolongation ayant mené à la défaite des Lions de Détroit face aux Texans de Houston.
- Abolition de la tuck rule : désormais, un quarterback qui lâche la balle après avoir initié un faux mouvement de passe pour tromper les défenses (un pump fake) commet un fumble. Cette règle avait suscité la polémique quand, dans les dernières secondes de la Finale de Conférence AFC de la saison 2001, l'arbitre en avait fait application en estimant qu'il y avait passe incomplète et non fumble quand Tom Brady avait lâché la balle sur un tel faux mouvement.
- Les tight ends et les halfback peuvent désormais porter les numéros compris entre 40 et 49.
- Durant les tentatives de field goals, le long snapper est désormais considéré comme un joueur sans défense, qui ne doit pas être touché, et la défense ne peut aligner plus de six joueurs sur l'un de ses côtés sous peine de recevoir une sanction de 5 yards. De même, plus aucun joueur de défense ne faisant pas partie de la ligne défensive ne peut pousser ses coéquipiers dans les blockers.

## Mouvements notables

### Entraîneurs

#### Avant la saison
- Cardinals de l'Arizona : Bruce Arians remplace Ken Whisenhunt
- Bills de Buffalo : Doug Marrone remplace Chan Gailey
- Bears de Chicago : Marc Trestman remplace Lovie Smith
- Browns de Cleveland : Rob Chudzinski remplace Pat Shurmur
- Jaguars de Jacksonville : Gus Bradley remplace Mike Mularkey
- Chiefs de Kansas City : Andy Reid remplace Romeo Crennel
- Eagles de Philadelphie : Chip Kelly remplace Andy Reid
- Chargers de San Diego : Mike McCoy remplace Norv Turner
- Saints de La Nouvelle-Orléans : Sean Payton retrouve son poste après sa suspension

#### Durant la saison
- Texans de Houston : Gary Kubiak, entraîneur des Texans depuis 2006, est remercié après la 14e journée de la saison et une 11e défaite consécutive pour son équipe (la pire série de son histoire). Il est remplacé de manière intérim par Wade Phillips.
- Browns de Cleveland : Rob Chudzinski est remercié à l'issue de la 17e et dernière journée après sa première saison comme entraîneur des Browns et un bilan de 4-12.
- Vikings du Minnesota : Leslie Frazier, entraîneur des Vikings depuis 2010, est remercié à l'issue de la saison après un bilan de 5-10-1 et la signature coûteuse de Josh Freeman en cours de saison.
- Buccaneers de Tampa Bay : Greg Schiano, entraîneur des Buccaneers depuis 2012, est remercié à l'issue de la saison après un bilan de 4-12.
- Lions de Détroit : Jim Schwartz, entraîneur des Lions depuis 2009, est remercié à l'issue de la saison après un bilan de 7-9 et un seul bilan positif depuis son arrivée.
- Redskins de Washington : Mike Shanahan, entraîneur des Redskins depuis 2010, est remercié à l'issue de la saison après un bilan de 3-13.
- Titans du Tennessee : Mike Munchak, entraîneur des Titans depuis 2011, est remercié à l'issue de la saison après un bilan de 7-9 et aucune saison positive depuis son arrivée.

### Joueurs

#### Avant la saison
- Alex Smith, premier choix de la Draft 2005 est échangé par les 49ers de San Francisco aux Chiefs de Kansas City.
- Jake Long, premier choix de la Draft 2008, quitte les Dolphins de Miami pour rejoindre les Rams de Saint-Louis.
- Steven Jackson, 3 fois sélectionné au Pro Bowl et auteur de huit saisons consécutives à plus de 1000 yards à la course avec les Rams de Saint Louis, signe avec les Falcons d'Atlanta.
- Greg Jennings, après sept saisons avec les Packers de Green Bay et une victoire au Super Bowl XLV, rejoint les Vikings du Minnesota.
- Wes Welker, après six saisons avec les Patriots de la Nouvelle-Angleterre dont cinq à plus de 1000 yards à la réception, signe avec les Broncos de Denver de Peyton Manning.
- Ed Reed, après dix ans de carrière avec les Ravens de Baltimore et une victoire au Super Bowl XLVII, rejoint les Texans de Houston. Il les quitte en cours de saison pour rejoindre les Jets de New York.

#### Durant la saison
- Trent Richardson, premier choix des Browns de Cleveland lors de la Draft 2012, est échangé aux Colts d'Indianapolis contre leur premier tour de Draft 2014 durant la troisième semaine de la saison.
- Josh Freeman, quarterback titulaire des Buccaneers de Tampa Bay depuis la saison 2009, est libéré par ces derniers en octobre, après trois défaites consécutives. Il rejoint les Vikings du Minnesota quelques jours plus tard.
- Matt Flynn, recruté par les Raiders d'Oakland durant l'inter saison, est libéré le 7 octobre. Après un passage de moins d'un mois chez les Bills de Buffalo, il signe avec les Packers de Green Bay à partir du 11 novembre.

## Saison régulière

### Matchs
La saison régulière comprend 256 rencontres disputées pendant 17 semaines. Selon le système mis en place en 2002, chaque équipe rencontre toute autre équipe au moins une fois en quatre ans, et joue au moins une fois sur le terrain de toutes les équipes au moins une fois en huit ans.
1re semaine - 5, 8 et 9 septembre
2e semaine - 12, 15 et 16 septembre
3e semaine - 19, 22 et 23 septembre
4e semaine - 26, 29 et 30 octobre
5e semaine - 3, 6 et 7 octobre
6e semaine - 10, 13 et 14 octobre
7e semaine - 17, 20 et 21 octobre
8e semaine - 24, 27 et 28 octobre
9e semaine - 31 octobre, 3 et 4 novembre
10e semaine - 7, 10 et 11 novembre
11e semaine - 14, 17 et 18 novembre
12e semaine - 21, 23 et 24 novembre
13e semaine - 28 novembre, 1er et 2 décembre
14e semaine - 5, 8 et 9 décembre
15e semaine - 12, 14 et 15 décembre
16e semaine - 22 et 23 décembre
17e semaine - 29 décembre

### Classement de la saison régulière
Légende :
V = Victoires, D = Défaites, N = Matchs nuls, PCT = Pourcentage victoires, DIV =Victoires-Défaites Division, CONF =Victoires-Défaites Conférence, PM = Points marqués, PE = Points encaissés
x : Non champions de division, wild-card; y = Champion de division, wild card; z = Champion de division dispensé de wild-card; * = avantage du terrain pendant les playoffs
| Qualifiés pour les playoffs |

| AFC Est                                  | AFC Est | AFC Est | AFC Est | AFC Est | AFC Est | AFC Est | AFC Est | AFC Est |
| Franchise                                | V       | D       | N       | PCT     | DIV     | CONF    | PM      | PE      |
| ---------------------------------------- | ------- | ------- | ------- | ------- | ------- | ------- | ------- | ------- |
| z (2) Patriots de la Nouvelle-Angleterre | 12      | 4       | 0       | 75      | 4-2-0   | 9-3-0   | 444     | 338     |
| Jets de New York                         | 8       | 8       | 0       | 50      | 3-3-0   | 5-7-0   | 290     | 387     |
| Dolphins de Miami                        | 8       | 8       | 0       | 50      | 2-4-0   | 7-5-0   | 317     | 335     |
| Bills de Buffalo                         | 6       | 10      | 0       | 37,5    | 3-3-0   | 5-7-0   | 339     | 388     |
| AFC Nord                                 |         |         |         |         |         |         |         |         |
| Franchise                                | V       | D       | N       | PCT     | DIV     | CONF    | PM      | PE      |
| y (3) Bengals de Cincinnati              | 11      | 5       | 0       | 68,8    | 3-3-0   | 8-4-0   | 430     | 305     |
| Steelers de Pittsburgh                   | 8       | 8       | 0       | 50      | 4-2-0   | 6-6-0   | 379     | 370     |
| Ravens de Baltimore                      | 8       | 8       | 0       | 50      | 3-3-0   | 6-6-0   | 320     | 352     |
| Browns de Cleveland                      | 4       | 12      | 0       | 25      | 2-4-0   | 3-9-0   | 308     | 406     |
| AFC Sud                                  |         |         |         |         |         |         |         |         |
| Franchise                                | V       | D       | N       | PCT     | DIV     | CONF    | PM      | PE      |
| y (4) Colts d'Indianapolis               | 11      | 5       | 0       | 68,8    | 6-0-0   | 9-3-0   | 391     | 336     |
| Titans du Tennessee                      | 7       | 9       | 0       | 43,8    | 2-4-0   | 6-6-0   | 362     | 381     |
| Jaguars de Jacksonville                  | 4       | 12      | 0       | 25      | 3-3-0   | 4-8-0   | 247     | 449     |
| Texans de Houston                        | 2       | 14      | 0       | 12,5    | 1-5-0   | 2-10-0  | 276     | 428     |
| AFC Ouest                                |         |         |         |         |         |         |         |         |
| Franchise                                | V       | D       | N       | PCT     | DIV     | CONF    | PM      | PE      |
| z* (1) Broncos de Denver                 | 13      | 3       | 0       | 81,3    | 5-1-0   | 9-3-0   | 606     | 399     |
| x (5) Chiefs de Kansas City              | 11      | 5       | 0       | 68,8    | 2-4-0   | 7-5-0   | 430     | 305     |
| x (6) Chargers de San Diego              | 8       | 8       | 0       | 50      | 4-2-0   | 6-6-0   | 396     | 348     |
| Raiders d'Oakland                        | 4       | 12      | 0       | 25      | 1-5-0   | 4-8-0   | 322     | 453     |

| NFC Est                             | NFC Est | NFC Est | NFC Est | NFC Est | NFC Est | NFC Est | NFC Est | NFC Est |
| Franchise                           | V       | D       | N       | PCT     | DIV     | CONF    | PM      | PE      |
| ----------------------------------- | ------- | ------- | ------- | ------- | ------- | ------- | ------- | ------- |
| y (3) Eagles de Philadelphie        | 10      | 6       | 0       | 62,5    | 4-2-0   | 9-3-0   | 442     | 382     |
| Cowboys de Dallas                   | 8       | 8       | 0       | 50      | 5-1-0   | 7-5-0   | 439     | 432     |
| Giants de New York                  | 7       | 9       | 0       | 43,8    | 3-3-0   | 6-6-0   | 294     | 383     |
| Redskins de Washington              | 3       | 13      | 0       | 18,8    | 0-6-0   | 1-11-0  | 334     | 478     |
| NFC Nord                            |         |         |         |         |         |         |         |         |
| Franchise                           | V       | D       | N       | PCT     | DIV     | CONF    | PM      | PE      |
| y (4) Packers de Green Bay          | 8       | 7       | 1       | 53,1    | 3-2-1   | 6-5-1   | 417     | 428     |
| Bears de Chicago                    | 8       | 8       | 0       | 50      | 2-4-0   | 4-8-0   | 445     | 478     |
| Lions de Détroit                    | 7       | 9       | 0       | 43,8    | 4-2-0   | 6-6-0   | 395     | 376     |
| Vikings du Minnesota                | 5       | 10      | 1       | 34,4    | 2-3-1   | 4-7-1   | 391     | 480     |
| NFC Sud                             |         |         |         |         |         |         |         |         |
| Franchise                           | V       | D       | N       | PCT     | DIV     | CONF    | PM      | PE      |
| z (2) Panthers de la Caroline       | 12      | 4       | 0       | 75      | 5-1-0   | 9-3-0   | 366     | 241     |
| x (6) Saints de La Nouvelle-Orléans | 11      | 5       | 0       | 68,8    | 5-1-0   | 9-3-0   | 414     | 304     |
| Falcons d'Atlanta                   | 4       | 12      | 0       | 25      | 1-5-0   | 3-9-0   | 353     | 443     |
| Buccaneers de Tampa Bay             | 4       | 12      | 0       | 25      | 1-5-0   | 2-10-0  | 288     | 389     |
| NFC Ouest                           |         |         |         |         |         |         |         |         |
| Franchise                           | V       | D       | N       | PCT     | DIV     | CONF    | PM      | PE      |
| z* (1) Seahawks de Seattle          | 13      | 3       | 0       | 81,3    | 4-2-0   | 10-2-0  | 417     | 231     |
| x (5) 49ers de San Francisco        | 12      | 4       | 0       | 75      | 5-1-0   | 9-3-0   | 406     | 272     |
| Cardinals de l'Arizona              | 10      | 6       | 0       | 62,5    | 2-4-0   | 6-6-0   | 379     | 324     |
| Rams de Saint-Louis                 | 7       | 9       | 0       | 43,8    | 1-5-0   | 4-8-0   | 348     | 364     |

### Distinctions individuelles
|           | Joueur offensif du mois       | Joueur offensif du mois | Joueur défensif du mois   | Joueur défensif du mois    | Rookie du mois                  | Rookie du mois             |
| Mois      | AFC                           | NFC                     | AFC                       | NFC                        | Offensif                        | Défensif                   |
| --------- | ----------------------------- | ----------------------- | ------------------------- | -------------------------- | ------------------------------- | -------------------------- |
| Septembre | Peyton Manning (Broncos)      | Jimmy Graham (Saints)   | Justin Houston (Chiefs)   | Richard Sherman (Seahawks) | DeAndre Hopkins (Texans)        | Kiko Alonso (Bills)        |
| Octobre   | Andy Dalton (Bengals)         | Calvin Johson (Lions)   | Robert Mathis (Colts)     | Sean Lee (Cowboys)         | Eddie Lacy (Packers)            | Tyrann Mathieu (Cardinals) |
| Novembre  | Ben Roethlisberger (Steelers) | Nick Foles (Eagles)     | Chandler Jones (Patriots) | Thomas Davis (Panthers)    | Mike Glennon (Buccaneers)       | Sheldon Richardson (Jets)  |
| Décembre  | Peyton Manning (Broncos), x2  | LeSean McCoy (Eagles)   | Robert Mathis (Colts), x2 | NaVorro Bowman (49ers)     | Cordarrelle Patterson (Vikings) | Dee Milliner (Jets)        |

### Statistiques individuelles

#### Meilleurs quarterbacks
| - Évaluation 1. Nick Foles (Eagles) : 119.2 2. Peyton Manning (Broncos) : 115.1 3. Philip Rivers (Chargers) : 105.5 4. Aaron Rodgers (Packers) : 104.9 5. Drew Brees (Saints) : 104.7 (à noter les 109.0 de Josh McCown (Bears) en huit matchs dont cinq titularisations) | - Total de yards 1. Peyton Manning (Broncos) : 5 477 (Record NFL) 2. Drew Brees (Saints) : 5 162 3. Matthew Stafford (Lions) : 4 650 4. Matt Ryan (Falcons) : 4 515 5. Philip Rivers (Chargers) : 4 479 | - Nombre de touchdowns 1. Peyton Manning (Broncos) : 55 (Record NFL) 2. Drew Brees (Saints) : 39 3. Andy Dalton (Bengals) : 33 4. Philip Rivers (Chargers) : 32 5. Tony Romo (Cowboys) : 31 |

#### Meilleurs wide receivers
| - Total de yards 1. Josh Gordon (Browns) : 1 646 2. Antonio Brown (Steelers) : 1 499 3. Calvin Johnson (Lions) : 1 492 4. Demaryius Thomas (Broncos) : 1 430 5. A. J. Green (Bengals) : 1 426 | - Nombre de touchdowns 1. Jimmy Graham (Saints) : 16 2. Demaryius Thomas (Broncos) : 14 3. Dez Bryant (Cowboys) : 13 3. Vernon Davis (49ers) : 13 5. Calvin Johnson (Lions), Brandon Marshall (Bears), Julius Thomas (Broncos) : 12 | - Nombre de réceptions 1. Pierre Garçon (Redskins) : 113 2. Antonio Brown (Steelers) : 110 3. Andre Johnson (Texans) : 109 4. Julian Edelman (Patriots) : 105 5. Brandon Marshall (Bears) : 100 |

#### Meilleurs running backs
| - Total de yards à la course 1. LeSean McCoy (Eagles) : 1 607 2. Matt Forté (Bears) : 1 339 3. Jamaal Charles (Chiefs) : 1 287 4. Alfred Morris (Redskins) : 1 275 5. Adrian Peterson (Vikings) : 1 266 | - Nombre de touchdowns 1. Jamaal Charles (Chiefs) : 12 1. Marshawn Lynch (Seahawks) : 12 3. Eddie Lacy (Packers) : 11 4. Knowshon Moreno (Broncos) : 10 4. Adrian Peterson (Vikings) : 10 |  |

#### Meilleurs défenseurs
| - Total de tackles 1. Vontaze Burfict (Bengals) : 171 2. Paul Posluszny (Jaguars) : 161 3. Kiko Alonso (Bills) : 159 4. Luke Kuechly (Panthers) : 156 5. NaVorro Bowman (49ers) : 145 | - Nombre de sacks 1. Robert Mathis (Colts) : 19,5 2. Robert Quinn (Rams) : 19 3. Greg Hardy (Panthers) : 15 4. Mario Williams (Bills) : 13 5. Cameron Jordan (Saints) : 12,5 | - Nombre d'interceptions 1. Richard Sherman (Seahawks) : 8 2. Brandon Boykin (Eagles) : 6 2. DeAndre Levy (Lions) : 6 2. Antrel Rolle (Giants) : 6 3. Tramaine Brock (49ers) : 5 |  |

L'usage de l'italique indique les joueurs rookies au cours de cette saison.

### Récompenses individuelles
Source : NFL.com
- MVP de la saison : Peyton Manning (Broncos de Denver), quarterback
- Coach de l'année : Ron Rivera (Panthers de la Caroline)
- Joueur Offensif de l'année : Peyton Manning (Broncos de Denver), quarterback
- Joueur Défensif de l'année : Luke Kuechly (Panthers de la Caroline), linebacker
- Rookie Offensif de l'année : Eddie Lacy (Packers de Green Bay), running back
- Rookie Défensif de l'année : Sheldon Richardson (Jets de New York), defensive end
- Comeback NFL de l'année : Philip Rivers (Chargers de San Diego), quarterback
- Prix Walter Payton : Charles Tillman, Bears de Chicago, cornerback

- Classe 2014 du Pro Football Hall of Fame[1] :
  - Michael Strahan, DE, New York Giants
  - Andre Reed, WR, Buffalo Bills/Washington Redskins
  - Walter Jones, T, Seattle Seahawks
  - Derrick Brooks, LB, Tampa Bay Buccaneers
  - Aeneas Williams, CB, Arizona Cardinals/Saint-Louis Rams
  - Claude Humphrey, DE, Atlanta Falcons/Philadelphia Eagles
  - Ray Guy, P, Oakland Raiders

## Playoffs

### Tableau du tour final
|  | Tour Wild Cards | Tour Wild Cards | Tour Wild Cards |                     |                     | Playoffs de Division | Playoffs de Division | Playoffs de Division |    |  | Finales de Conférence | Finales de Conférence | Finales de Conférence |    |  | Super Bowl XLVIII | Super Bowl XLVIII | Super Bowl XLVIII |
|  |                 |                 |                 |                     |                     |                      |                      |                      |    |  |                       |                       |                       |    |  |                   |                   |                   |
|  | 5               | San Francisco   | 23              |                     |                     |                      |                      |                      |    |  |                       |                       |                       |    |  |                   |                   |                   |
|  | 4               | Green Bay       | 20              |                     |                     |                      |                      |                      |    |  |                       |                       |                       |    |  |                   |                   |                   |
|  | 4               | Green Bay       | 20              |                     | 5                   | San Francisco        | 23                   |                      |    |  |                       |                       |                       |    |  |                   |                   |                   |
|  |                 |                 |                 |                     | 5                   | San Francisco        | 23                   |                      |    |  |                       |                       |                       |    |  |                   |                   |                   |
|  |                 |                 | 2               | Caroline            | 10                  |                      |                      |                      |    |  |                       |                       |                       |    |  |                   |                   |                   |
|  |                 |                 | 2               | Caroline            | 10                  |                      |                      |                      |    |  |                       |                       |                       |    |  |                   |                   |                   |
|  |                 |                 |                 |                     |                     |                      |                      |                      |    |  |                       |                       |                       |    |  |                   |                   |                   |
|  |                 |                 |                 |                     |                     |                      |                      |                      |    |  |                       |                       |                       |    |  |                   |                   |                   |
|  |                 |                 |                 |                     |                     |                      | 5                    | San Francisco        | 17 |  |                       |                       |                       |    |  |                   |                   |                   |
|  | NFC             |                 |                 |                     |                     |                      | 5                    | San Francisco        | 17 |  |                       |                       |                       |    |  |                   |                   |                   |
|  |                 | 1               | Seattle         | 23                  |                     |                      |                      |                      |    |  |                       |                       |                       |    |  |                   |                   |                   |
|  | 6               | 1               | Seattle         | 23                  | La Nouvelle-Orléans | 26                   |                      |                      |    |  |                       |                       |                       |    |  |                   |                   |                   |
|  | 6               |                 |                 |                     | La Nouvelle-Orléans | 26                   |                      |                      |    |  |                       |                       |                       |    |  |                   |                   |                   |
|  | 3               | Philadelphie    | 24              |                     |                     |                      |                      |                      |    |  |                       |                       |                       |    |  |                   |                   |                   |
|  | 3               | Philadelphie    | 24              |                     | 6                   | La Nouvelle-Orléans  | 15                   |                      |    |  |                       |                       |                       |    |  |                   |                   |                   |
|  |                 |                 |                 |                     | 6                   | La Nouvelle-Orléans  | 15                   |                      |    |  |                       |                       |                       |    |  |                   |                   |                   |
|  |                 |                 | 1               | Seattle             | 23                  |                      |                      |                      |    |  |                       |                       |                       |    |  |                   |                   |                   |
|  |                 |                 | 1               | Seattle             | 23                  |                      |                      |                      |    |  |                       |                       |                       |    |  |                   |                   |                   |
|  |                 |                 |                 |                     |                     |                      |                      |                      |    |  |                       |                       |                       |    |  |                   |                   |                   |
|  |                 |                 |                 |                     |                     |                      |                      |                      |    |  |                       |                       |                       |    |  |                   |                   |                   |
|  |                 |                 |                 |                     |                     |                      |                      |                      |    |  |                       | N1                    | Seattle               | 43 |  |                   |                   |                   |
|  |                 |                 |                 |                     |                     |                      |                      |                      |    |  |                       |                       |                       |    |  |                   |                   |                   |
|  |                 | A1              | Denver          | 8                   |                     |                      |                      |                      |    |  |                       |                       |                       |    |  |                   |                   |                   |
|  | 5               | A1              | Denver          | 8                   | Kansas City         | 44                   |                      |                      |    |  |                       |                       |                       |    |  |                   |                   |                   |
|  | 5               |                 |                 |                     | Kansas City         | 44                   |                      |                      |    |  |                       |                       |                       |    |  |                   |                   |                   |
|  | 4               | Indianapolis    | 45              |                     |                     |                      |                      |                      |    |  |                       |                       |                       |    |  |                   |                   |                   |
|  | 4               | Indianapolis    | 45              |                     | 4                   | Indianapolis         | 22                   |                      |    |  |                       |                       |                       |    |  |                   |                   |                   |
|  |                 |                 |                 |                     | 4                   | Indianapolis         | 22                   |                      |    |  |                       |                       |                       |    |  |                   |                   |                   |
|  |                 |                 | 2               | Nouvelle-Angleterre | 43                  |                      |                      |                      |    |  |                       |                       |                       |    |  |                   |                   |                   |
|  |                 |                 | 2               | Nouvelle-Angleterre | 43                  |                      |                      |                      |    |  |                       |                       |                       |    |  |                   |                   |                   |
|  |                 |                 |                 |                     |                     |                      |                      |                      |    |  |                       |                       |                       |    |  |                   |                   |                   |
|  |                 |                 |                 |                     |                     |                      |                      |                      |    |  |                       |                       |                       |    |  |                   |                   |                   |
|  |                 |                 |                 |                     |                     |                      | 2                    | Nouvelle-Angleterre  | 16 |  |                       |                       |                       |    |  |                   |                   |                   |
|  | AFC             |                 |                 |                     |                     |                      | 2                    | Nouvelle-Angleterre  | 16 |  |                       |                       |                       |    |  |                   |                   |                   |
|  |                 | 1               | Denver          | 26                  |                     |                      |                      |                      |    |  |                       |                       |                       |    |  |                   |                   |                   |
|  | 6               | 1               | Denver          | 26                  | San Diego           | 27                   |                      |                      |    |  |                       |                       |                       |    |  |                   |                   |                   |
|  | 6               |                 |                 |                     | San Diego           | 27                   |                      |                      |    |  |                       |                       |                       |    |  |                   |                   |                   |
|  | 3               | Cincinnati      | 10              |                     |                     |                      |                      |                      |    |  |                       |                       |                       |    |  |                   |                   |                   |
|  | 3               | Cincinnati      | 10              |                     | 6                   | San Diego            | 17                   |                      |    |  |                       |                       |                       |    |  |                   |                   |                   |
|  |                 |                 |                 |                     | 6                   | San Diego            | 17                   |                      |    |  |                       |                       |                       |    |  |                   |                   |                   |
|  |                 |                 | 1               | Denver              | 24                  |                      |                      |                      |    |  |                       |                       |                       |    |  |                   |                   |                   |
|  |                 |                 | 1               | Denver              | 24                  |                      |                      |                      |    |  |                       |                       |                       |    |  |                   |                   |                   |
|  |                 |                 |                 |                     |                     |                      |                      |                      |    |  |                       |                       |                       |    |  |                   |                   |                   |

(*) Indique les victoires en prolongations.
Pour chaque conférence, le résultat du match de wild card entre les équipes classées 3e et 6e détermine les rencontres du second tour. Si l'équipe classée 3e l'emporte, elle rencontre ensuite l'équipe classée 2e de la conférence et l'autre équipe qui remporte le tour wild card rencontre l'équipe classée 1re. Si l'équipe classée 6e remporte le tour de wild card, elle rencontre ensuite l'équipe classée 1re et l'autre équipe qui a remporté la wild card rencontre l'équipe classée 2e.

### Wild card
Le tour de repêchage qualifie quatre équipes qui rejoindront les quatre équipes qualifiées directement grâce à un meilleur classement à l'issue de la saison régulière (classées en 1re ou 2e place des conférences AFC et NFC). Huit équipes participent au tour de repêchages: les quatre champions de division non directement qualifiés pour le second tour et les deux meilleures équipes restantes de chaque conférence. Les quatre équipes qui remportent le tour de wild card rejoignent ensuite les quatre équipes qualifiées directement.

#### Samedi 4 janvier 2014
AFC : Chiefs de Kansas City - Colts d'Indianapolis

Match disputé au Lucas Oil Stadium d'Indianapolis

Statistiques de la rencontre : Chiefs - Colts : 44 - 45

Résumé sur nfl.com

Note : Menés 38-10 au début du 3e quart-temps, les Colts deviennent la deuxième équipe de l'histoire de la NFL à remonter un déficit de 28 points play-offs et à remporter la victoire, derrière les 32 points remontés par les Bills en janvier 1993 face aux Oilers.
| Quart-temps | 1  | 2  | 3  | 4  | Total |
| ----------- | -- | -- | -- | -- | ----- |
| Chiefs      | 10 | 21 | 10 | 3  | 44    |
| Colts       | 7  | 3  | 21 | 14 | 45    |

NFC : Saints de La Nouvelle-Orléans  - Eagles de Philadelphie

Match disputé au Lincoln Financial Field de Philadelphie

Statistiques de la rencontre : Saints - Eagles: 26 - 24

Résumé sur nfl.com

Note : Ce match constitue la première victoire à l'extérieur en play-offs de l'histoire des Saints, après avoir été défaits durant leurs cinq premiers matchs de play-offs à l'extérieur.
| Quart-temps | 1 | 2 | 3  | 4  | Total |
| ----------- | - | - | -- | -- | ----- |
| Saints      | 0 | 6 | 14 | 6  | 26    |
| Eagles      | 0 | 7 | 7  | 10 | 24    |

#### Dimanche 5 janvier 2014
AFC : Chargers de San Diego - Bengals de Cincinnati

Match disputé au Paul Brown Stadium de Cincinnati

Statistiques de la rencontre : Chargers - Bengals : 27 - 10

Résumé sur nfl.com
| Quart-temps | 1 | 2  | 3  | 4  | Total |
| ----------- | - | -- | -- | -- | ----- |
| Chargers    | 7 | 0  | 10 | 10 | 27    |
| Bengals     | 0 | 10 | 0  | 0  | 10    |

NFC : 49ers de San Francisco  - Packers de Green Bay

Match disputé au Lambeau Field de Green Bay

Statistiques de la rencontre : 49ers - Packers: 23 - 20

Résumé sur nfl.com
| Quart-temps | 1 | 2  | 3 | 4  | Total |
| ----------- | - | -- | - | -- | ----- |
| 49ers       | 6 | 7  | 0 | 10 | 23    |
| Packers     | 0 | 10 | 0 | 10 | 20    |

### Tour de division (demi-finales de conférence)

#### Samedi 11 janvier 2014
NFC : Saints de La Nouvelle-Orléans  - Seahawks de Seattle

Match disputé au CenturyLink Field de Seattle

Statistiques de la rencontre : Saints - Seahawks: 15 - 23

Résumé sur nfl.com
| Quart-temps | 1 | 2  | 3 | 4  | Total |
| ----------- | - | -- | - | -- | ----- |
| Saints      | 0 | 0  | 0 | 15 | 15    |
| Seahawks    | 6 | 10 | 0 | 7  | 23    |

AFC : Colts d'Indianapolis  - Patriots de la Nouvelle-Angleterre

Match disputé au Gillette Stadium de Foxborough

Statistiques de la rencontre : Colts - Patriots: 22 - 43

Résumé sur nfl.com
| Quart-temps | 1  | 2 | 3  | 4  | Total |
| ----------- | -- | - | -- | -- | ----- |
| Colts       | 7  | 5 | 10 | 0  | 22    |
| Patriots    | 14 | 7 | 8  | 14 | 43    |

#### Dimanche 12 janvier 2014
NFC : 49ers de San Francisco  - Panthers de la Caroline

Match disputé au Bank of America Stadium de Charlotte

Statistiques de la rencontre : 49ers - Panthers : 23 - 10 

Résumé sur nfl.com
| Quart-temps | 1 | 2  | 3 | 4 | Total |
| ----------- | - | -- | - | - | ----- |
| 49ers       | 6 | 7  | 7 | 3 | 23    |
| Panthers    | 0 | 10 | 0 | 0 | 10    |

AFC : Chargers de San Diego  - Broncos de Denver

Match disputé au Mile High Stadium de Denver

Statistiques de la rencontre : Chargers - Broncos : 17 - 24 

Résumé sur nfl.com
| Quart-temps | 1 | 2 | 3 | 4  | Total |
| ----------- | - | - | - | -- | ----- |
| Chargers    | 0 | 0 | 0 | 17 | 17    |
| Broncos     | 7 | 7 | 3 | 7  | 24    |

### Finales de conférence

#### Dimanche 19 janvier 2014
AFC : Patriots de la Nouvelle-Angleterre  - Broncos de Denver

Match disputé au Mile High Stadium de Denver

Statistiques de la rencontre : Patriots - Broncos : 16 - 26 

Résumé sur nfl.com
| Quart-temps | 1 | 2  | 3 | 4  | Total |
| ----------- | - | -- | - | -- | ----- |
| Patriots    | 0 | 3  | 0 | 13 | 16    |
| Denver      | 3 | 10 | 7 | 6  | 26    |

NFC : 49ers de San Francisco  - Seahawks de Seattle

Match disputé au CenturyLink Field de Seattle

Statistiques de la rencontre : 49ers - Seahawks : 17 - 23

Résumé sur nfl.com
| Quart-temps | 1 | 2 | 3  | 4  | Total |
| ----------- | - | - | -- | -- | ----- |
| 49ers       | 3 | 7 | 7  | 0  | 17    |
| Seahawks    | 0 | 3 | 10 | 10 | 23    |

## Super Bowl XLVIII

### Dimanche 2 février 2014
AFC-NFC : Seahawks de Seattle-Broncos de Denver

Match disputé au MetLife Stadium d'East Rutherford

Statistiques de la rencontre : Seahawks - Broncos : 43 - 8
| Quart-temps | 1 | 2  | 3  | 4 | Total |
| ----------- | - | -- | -- | - | ----- |
| Seahawks    | 8 | 14 | 14 | 7 | 43    |
| Broncos     | 0 | 0  | 8  | 0 | 8     |

## Faits notables de la saison 2013
- Les Chiefs de Kansas City sont l'équipe à être restée invaincue le plus longtemps cette saison, en remportant leurs 9 premières rencontres, avant de connaître une première défaite contre les Broncos de Denver sur le score de 27-17, lors de la 11e journée. À l'inverse, les Buccaneers de Tampa Bay et les Jaguars de Jacksonville ont dû attendre la 10e journée pour connaître leur première victoire.
- Les Texans de Houston ont connu la plus longue série de défaites de la saison : après deux victoires lors des deux premières journées, ils ont enchaîné 14 matchs consécutifs sans victoire.
- Avec 606 points inscrits au total, les Broncos de Denver battent le record du plus grand nombre de points marqués durant une saison régulière (détenu jusque-là par les Patriots de la Nouvelle-Angleterre avec 589 points en 2007) et deviennent la première équipe à inscrire plus de 600 points.
- Alors que plus aucun quarterback professionnel n'avait réussi cet exploit depuis la saison 1969, deux quarterbacks ont lancé 7 touchdowns en un seul match au cours de cette saison : Peyton Manning des Broncos de Denver durant la 1re journée et Nick Foles des Eagles de Philadelphie durant la 9e journée. Ces deux joueurs réalisent également les deux meilleurs débuts de saison d'un quarterback de l'histoire : Manning enchaîne en effet 20 touchdowns avant de connaître sa première interception et Foles 19 touchdowns avant de subir le même sort. Le précédent record était détenu par Milt Plum avec 16 touchdowns sans interception pour commencer la saison 1960.
- Au cours de la 10e journée et d'une victoire 49-17 contre les Cowboys de Dallas, les Saints de La Nouvelle-Orléans deviennent la première équipe à obtenir 40 premières tentatives (first downs) en un seul match[23].
- Les Jets de New York deviennent la première équipe à alterner une victoire et une défaite durant 10 matchs consécutifs, en réalisant ceci entre la 1re et la 11e journée de la saison.
- Au cours de la 14e journée, le kicker des Broncos de Denver, Matt Prater, bat le record du plus long field goal jamais inscrit en NFL avec 64 yards, au cours d'une victoire 51-28 contre les Titans du Tennessee[24].
- Au cours de la 15e journée et de la victoire des Chiefs de Kansas City contre les Raiders d'Oakland, Jamaal Charles devient le premier running back à inscrire 4 touchdowns à la réception, et le premier joueur à avoir dans un même match 4 touchdowns à la réception et un à la course.
- Au cours de la 16e journée, Peyton Manning bat le record du plus grand nombre de touchdowns inscrits durant une seule saison. Avec 55 touchdowns, il bat le précédent record de Tom Brady qui en avait inscrit 50 en 2007. La semaine suivante, Manning bat un autre record prestigieux, celui du plus grand nombre de yards en une saison avec 5 477 yards, soit un de plus que Drew Brees en 2011.